# Semenic-Gebirge

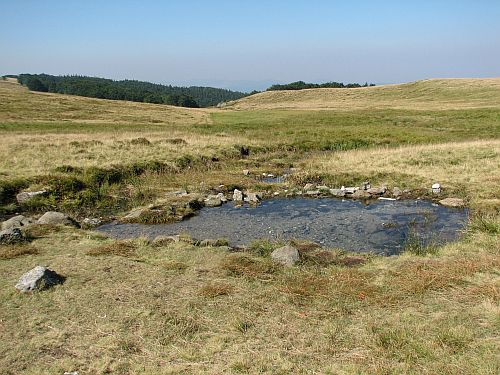
Die Quelle Baia Vulturilor

Das Semenic-Gebirge (rumänisch Munții Semenicului, ungarisch Szemenik-hegység) ist ein Mittelgebirge im Süden des Banats. Das Semenic-Gebirge liegt im Südwesten Rumäniens und ist Teil des Banater Gebirges.
Es erreicht Gipfelhöhen von bis zu 1450 Meter und bildet den südlichen Abschnitt der Westrumänischen Karpaten. Seinen Namen verdankt das Gebirge einem endemischen weiß-rosa blühenden Blümchen, das in den Monaten Juli–August seine Blütezeit hat und auf den Wiesen des Semenics weit verbreitet ist. Im Jahr 2000 wurde der Nationalpark Semenic-Cheile Carașului zum Naturschutzgebiet ausgewiesen.

## Lage und Anfahrt
Das Semenic-Gebirge ist 35 Kilometer von Reșița entfernt. Es dominiert mit seinen über 1400 Metern Höhe die Umgebung und hat den Beinamen „Dach des Banats“, obwohl es nicht das höchste Gebirge in diesem Landesteil ist. Mit seinen 1447 Metern ist der Piatra Goznei der höchster Gipfel im Semenic-Gebirge.
Zwei Zufahrtsstraßen ermöglichen die Anfahrt über Reșița oder Caransebeș:
- Reșița – Cuptoare – Văliug – Prislop – Semenic
- Caransebeș – Slatina-Timiș – Brebu Nou – Trei Ape – Prislop – Semenic

Die Entfernung ist über beide Zufahrtsstraßen etwa die gleiche. Im Winter wird meistens der Weg über Reșița bevorzugt. Das letzte Stück des Zufahrtsweges Prislop–Semenic überwindet einen Höhenunterschied von 400 Meter auf einer Strecke von 8 Kilometer.

## Beschreibung
Seine drei Gipfel Semenic (1445 Meter), Piatra Goznei (1447 Meter) und Nedeia (1439 Meter) bilden ein Dreieck. Von jedem Gipfel sieht man die beiden anderen. Zwischen der Gozna- und der Nedeiaspitze gibt es einen kleinen, natürlichen See Baia Vulturilor (deutsch Adlerbad), dem besondere Heilkräfte zugesprochen werden.
Das dazwischenliegende Plateau ahmt die Hochgebirgsalmen nach, mit großen Wiesenflächen. Am Rande der Hochebene beginnt der Mischwald mit Fichten, Tannen und Buchen.
Hier sind auch die Quellen der Flüsse, die im Semenic-Gebirge entspringen, Bârzava, Nera und Timiș. Die Timiș entsteht eigentlich aus drei Zuflüssen, den Bächen Molid, Semenic und Brebu. Bei Brebu Nou gibt es den gleichnamigen Stausee.
Die Gewässer, welche im Semenic-Gebirge entspringen, wurden schon im 19. Jahrhundert teilweise durch ein hydrographisches Netz verbunden. Der Staudamm wurde genau dort errichtet, wo die drei Gewässer ineinander fließen:
- 1909 wurde neben Văliug der Stausee „Breazova“ errichtet, einer der ersten Stauseen Rumäniens.
- 1947 wurde mit dem Bau des Stausees „Gozna“ begonnen.
- Einige Jahre später entstand der Stausee „Trei Ape“.

## Tourismus
Bis zum Ersten Weltkrieg gab es auf dem Semenic praktisch keinen organisierten Tourismus. Auf dem ausgedehnten Plateau, welches sich auf einer Fläche von 4.000 Hektar erstreckt, zogen die Schafhirten mit ihren Herden durch oder kamen die Bauern zur Heuernte.
1911 gründeten die Naturfreunde den ersten Touristenverein im Banat, der sich eher in Richtung Donauenge Eisernes Tor, Ada Kaleh und dem viel imposanteren Retezat-Gebirge orientierte.
Erst 1920 wurden die ersten Semenic-Wanderungen vom katholischen Pfarrer Paul Fulda und dem Mathematiklehrer Bruno Windhager ins Leben gerufen. Gemeinsam mit dem Wirt Jakob Weinfurter riefen sie den Skisport auf dem Semenic ins Leben.
1925 gründete der Deutschlehrer Alexander Tietz den Verein Wandervogel, der die ersten organisierten Wanderungen im Banat durchführte.
1930 wurde die erste hölzerne Schutzhütte und 1933 die erste steinerne Berghütte errichtet. Somit wurde der Grundstein der touristischen Anlage gelegt.
Auf dem Weg zum Semenic-Plateau gelangt man durch die touristischen Orte Văliug, Gărâna, Brebu Nou und Crivaia.
Das Semenic-Gebirge, obwohl nicht hoch, zeichnet sich durch besonderen Schneereichtum aus. Statistisch gesehen gibt es hier 6,5 Monate pro Jahr eine kompakte Schneedecke und ihre Dicke misst 3–4 Monate hindurch über einen Meter, auch in schneearmen Wintern. Im Winter ist der Semenic das Skigebiet Nummer eins im Banat.
Dabei ist das Klima mild und gut verträglich. Im Winter liegen die Temperaturen bei −5 °C bis −20 °C, im Sommer zwischen 10 °C bis 25 °C.
Dank des Schneereichtums, des verträglichen Klimas, der einfachen Zufahrt, der Wander- und Ausflugsmöglichkeiten ist das Semenic-Gebirge ein beliebtes Urlaubs- und Ausflugsziel. Es gibt verschiedene Unterkunftsmöglichkeiten in Hütten, Hotels und Villen.